# Cryptotriton veraepacis
Cryptotriton veraepacis là một loài kỳ giông trong họ Plethodontidae.
Nó là loài đặc hữu của Guatemala.
Môi trường sống tự nhiên của chúng là các khu rừng vùng núi ẩm nhiệt đới hoặc cận nhiệt đới.
Nó bị đe dọa do mất môi trường sống.